# Фурано (станция)
Станция Фурано (яп. 富良野駅 фурано эки) — железнодорожная станция в японском городе Фурано, обслуживаемая компанией JR Hokkaido.

## История
Станция Фурано была открыта 1 августа 1900 года. С приватизацией JNR она перешла под контроль JR Hokkaido.

## Линии
- JR Hokkaido
  - Главная линия Немуро
  - Линия Фурано